# Thiago Schiavulli
Thiago Tomás Schiavulli (Rosario, 19 settembre 2003) è un calciatore argentino, difensore dell'Excursionistas in prestito dal Defensa y Justicia.

## Caratteristiche tecniche
È un difensore centrale.

## Carriera
Cresciuto nel settore giovanile del Defensa y Justicia, nel dicembre del 2022 è stato aggregato alla prima squadra in vista delle competizioni in programma nel 2023, ed il 26 gennaio seguente ha firmato il suo primo contratto professionistico di durata quadriennale. Ha debuttato il 28 luglio seguente nell'incontro di Primera División perso 2-0 contro l'Unión (SF).
Il 2 febbraio 2024 è stato ceduto in prestito al Miramar Misiones fino a dicembre.

## Statistiche

### Presenze e reti nei club
Statistiche aggiornate al 30 aprile 2024.
| Stagione        | Squadra            | Campionato      | Campionato | Campionato | Coppe nazionali | Coppe nazionali | Coppe nazionali | Coppe continentali | Coppe continentali | Coppe continentali | Altre coppe | Altre coppe | Altre coppe | Totale | Totale | Totale |
| Stagione        | Squadra            | Comp            | Pres       | Reti       | Comp            | Pres            | Reti            | Comp               | Pres               | Reti               | Comp        | Pres        | Reti        | Pres   | Reti   |        |
| --------------- | ------------------ | --------------- | ---------- | ---------- | --------------- | --------------- | --------------- | ------------------ | ------------------ | ------------------ | ----------- | ----------- | ----------- | ------ | ------ | ------ |
| 2023            | Defensa y Justicia | PD              | 1          | 0          | CA+CdL          | 0+2             | 0               | CS                 | 0                  | 0                  |             | -           | -           | 3      | 0      |        |
| 2024            | Miramar Misiones   | PD              | 4          | 0          | CU              | 0               | 0               | CS                 | 0                  | 0                  |             | -           | -           | 4      | 0      |        |
| Totale carriera | Totale carriera    | Totale carriera | 5          | 0          |                 | 2               | 0               |                    | 0                  | 0                  |             | -           | -           | 7      | 0      |        |